# Nakūr
Nakūr är en ort i Indien.   Den ligger i distriktet Sahāranpur och delstaten Uttar Pradesh, i den norra delen av landet, 140 km norr om huvudstaden New Delhi. Nakūr ligger 272 meter över havet och antalet invånare är 23 084.
Terrängen runt Nakūr är mycket platt. Runt Nakūr är det tätbefolkat, med 709 invånare per kvadratkilometer. Närmaste större samhälle är Gangoh, 16,0 km söder om Nakūr. Trakten runt Nakūr består till största delen av jordbruksmark.